# Vlag van Samut Prakan

Vlag van Samut Prakan

De vlag van Samut Prakan is de Thaise provincievlag van Samut Prakan. Het toont het provinciale zegel op een blauwe achtergrond. Het zegel toont de Phra Samut Chedi, de belangrijkste wat (boeddhistische tempel) in Samut Prakan. In de Uposatha van deze tempel bevinden zich twee belangrijke beelden, namelijk een staand Boeddhabeeld en het beeld van de monnik Phra Chaiwat.

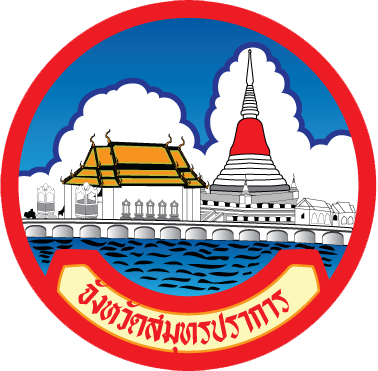
Zegel van Samut Prakan